# Veaunes
Veaunes este o comună în departamentul Drôme din sud-estul Franței. În 2009 avea o populație de 275 de locuitori.

## Evoluția populației
| An        | 1975 | 1982 | 1990 | 1999 | 2006 | 2009 |
| --------- | ---- | ---- | ---- | ---- | ---- | ---- |
| Populație | 118  | 134  | 193  | 220  | 260  | 275  |